# Francis Chandida
Francis Chandida (Bulawayo, 28 maggio 1979) è un ex calciatore zimbabwese, di ruolo centrocampista.

## Biografia
Per motivi disciplinari è stato escluso dalla rosa della Nazionale e messo fuori rosa dal Buymore.

## Carriera

### Club
Nel 2003, dopo aver giocato al Shabanie Mine, si trasferisce al Dynamos Harare. Nel 2005 viene acquistato dal Buymore.

### Nazionale
Ha debuttato in Nazionale nel 2001. Ha messo a segno la sua prima rete con la maglia della Nazionale il 13 agosto 2005, nella semifinale della Coppa COSAFA 2005, Angola-Zimbabwe (1-2), in cui ha siglato la rete del momentaneo 1-1. Ha messo a segno un'altra rete il giorno dopo, nella finale della Coppa COSAFA 2005, Zimbabwe-Zambia (1-0), decisa dalla sua rete. Ha partecipato, con la Nazionale, alla Coppa d'Africa 2006. Ha collezionato in totale, con la maglia della Nazionale, 16 presenze e tre reti.